# اولف فون اویلر
اولف ساوانته فون اویلر (۷ فوریه ۱۹۰۵ - ۹ مارس ۱۹۸۳) فیزیولوژیست و داروشناس اهل سوئد بود که به‌خاطر کار روی پیام‌رسان‌های عصبی برنده جایزه نوبل فیزیولوژی و پزشکی سال ۱۹۷۰ شد.